# Tiriolo
Tiriolo é uma comuna italiana da região da Calábria, província de Catanzaro, com cerca de 4.076 habitantes. Estende-se por uma área de 28 km², tendo uma densidade populacional de 146 hab/km². Faz fronteira com Catanzaro, Gimigliano, Marcellinara, Miglierina, San Pietro Apostolo, Settingiano.

## Demografia
| Variação demográfica do município entre 1861 e 2011                               |
|                                                                                   |
| Fonte: Istituto Nazionale di Statistica (ISTAT) - Elaboração gráfica da Wikipedia |